# Garth (comic strip)

Garth est une série de bande dessinée aventure britannique publiée depuis le 24 juillet 1943 dans le quotidien Daily Mirror sous forme de strip quotidien.
Créée par Steve Dowling, la série est ensuite dessinée par John Allard de 1957 à 1971, le dessinateur réputé Frank Bellamy de 1971 à 1976, et Martin Asbury (en) de 1976 à l'arrêt de la série régulière en 1997. Plusieurs scénaristes (tel Peter O'Donnell ou Angus Allan (en)) ont travaillé pour la série.
Garth a fait l'objet de plusieurs relances à partir de 2008.
Garth est un homme musclé et surpuissant qui voyage dans le temps et l'espace afin de combattre pour de bonnes causes.
Mêlant bande dessinée historique, de science-fiction et policière, la série est l'une des bandes dessinées les plus populaires du Royaume-Uni.